# Hjärta (symbol)

Ett rött hjärta, som symbolen oftast avbildas.

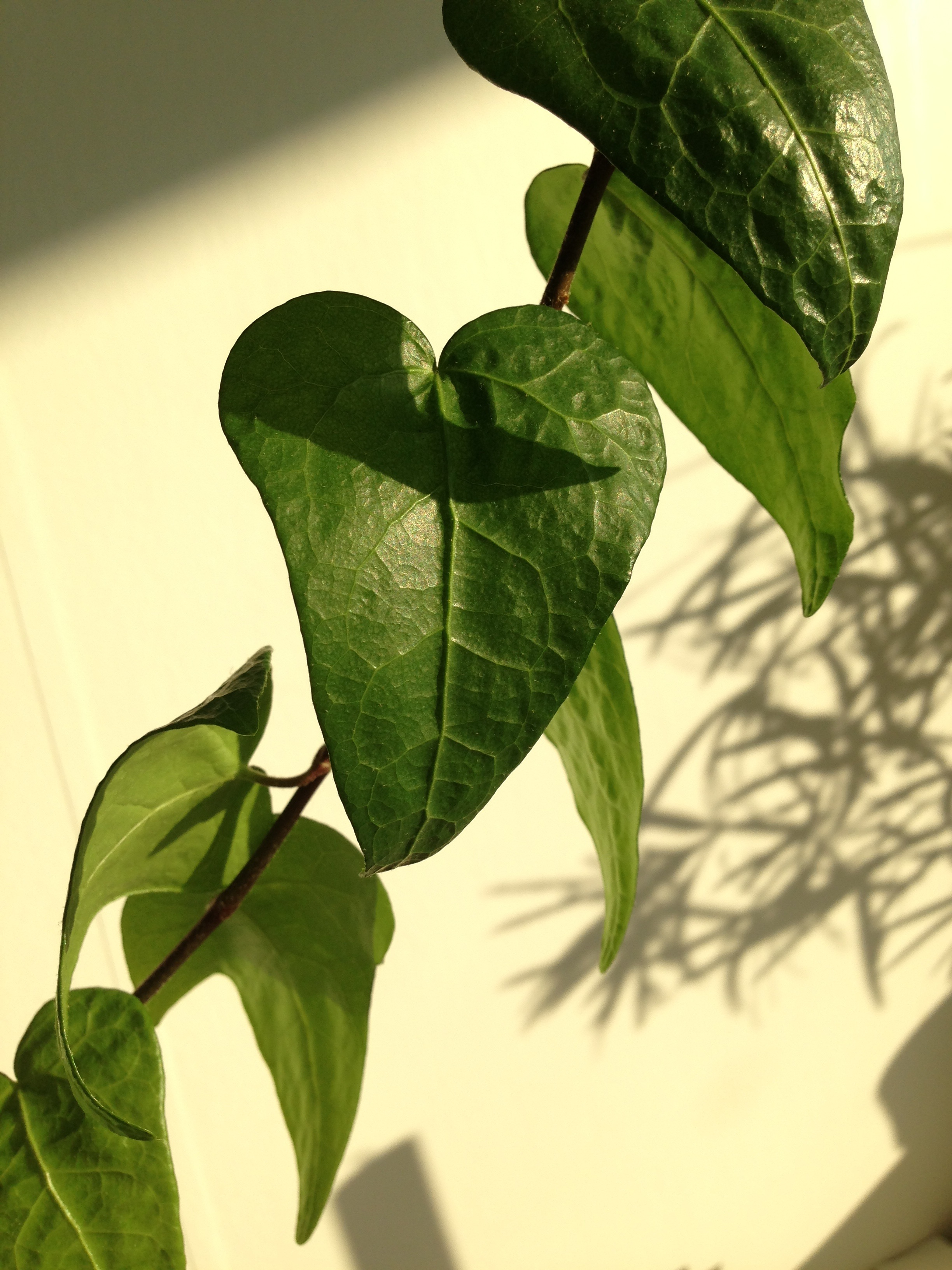
Ett blad av en murgröna som har en liknande form som ett hjärta.

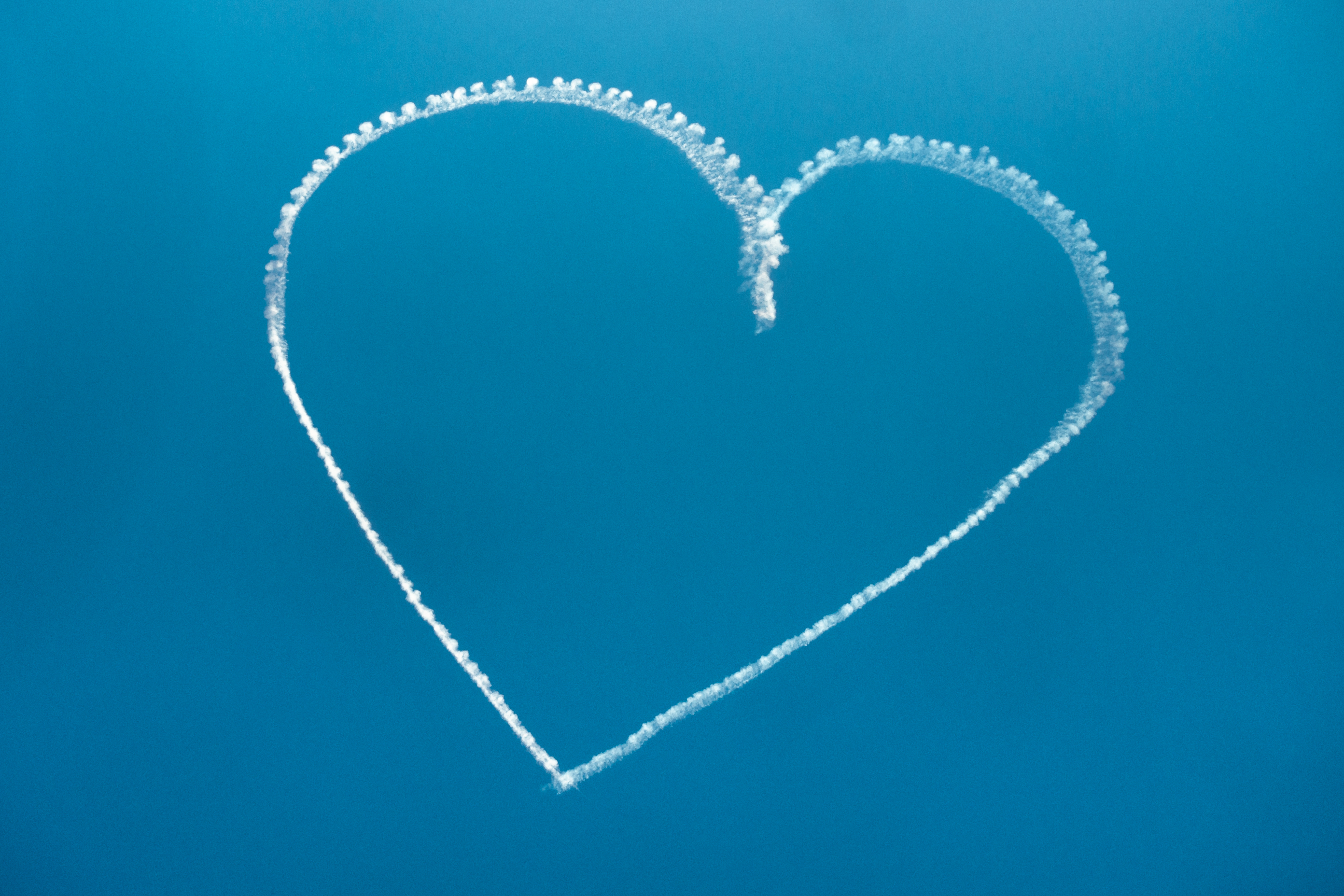
Hjärtsymbol format av enmotorigt flygplan över Stockholm sommaren 2021.

Hjärta är en symbol som ofta har en positiv innebörd. Ofta är det en symbol för kärlek. Det krossade hjärtat är en symbol för olycklig kärlek. Symbolen kan även betyda hjärtat i kroppen. Ett hjärta avbildas oftast i rött men andra färger förekommer ibland. Dörrarna på gamla utedass pryddes ofta med ett utsågat, hjärtformat hål. Än idag kan en toalett ofta ha ett hjärta avbildat på dörren. Hjärter är en av färgerna i den moderna spelkortleken.
Hjärtan förekommer bland annat som symbol i heraldiska vapen. De hjärtan som förekommer i Danmarks riksvapen har ofta antagits från början ha varit sjöblad men har ändå givit upphov till de hjärtan som förekommer i Halmstads kommunvapen. De hjärtan som återfinns i Skövde kommuns äldre vapen samt i Ränneslövs landskommuns vapen symboliserar S:ta Elin
I den antika staden Kyrene användes för första gången hjärtsymbolen grafiskt. Det skapades som en efterlikning av fröet från en silfion-planta – möjligen en numera försvunnen variant av jättefänkål – på ett lokalt mynt. Växten var känd som preventivmedel, och orten var exportör av den runt omkring i den då kända världen.
I internetsammahang betecknas ett hjärta med <3 och ett krossat eller brustet hjärta </3

## Renässans och tidig modern tid
Hjärtan kan ses på olika stuckreliefer och väggpaneler som grävts ut från ruinerna av Ktesifon, Sasanidernas huvudstad (cirka 90 f.Kr – 637 e.Kr.). Exempel: Rundstycke med utstrålande palmetter. Väggpanel med pärlhöns Sasaniderna (32.150.13). I Heilbrunn Timeline of Art History. New York:The Metropolitan Museum of Art, 2000–.

## Parametrisation
Ett antal parametrisationer av approximerade hjärtformade  matematiska kurvor har beskrivits.
Den bäst kända är  kardioiden, som är en epicykloid med en Cuspsingularitet; fast kardioiden saknar en punkt, kan den se ut som ett stiliserat vattenliljeblad, ett så kallat sjöblad, snarare än ett hjärta. Andra kurvor, som implicit kurva (x2+y2−1)3−x2y3=0, kan skapa approximationer av hjärtats form.

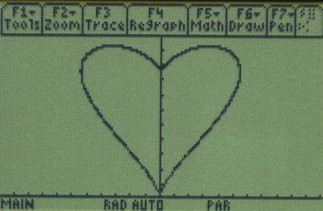
Hjärtkurva på ti-89 grafikkalkulator
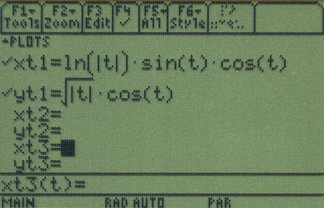
Parametrisk ekvation av hjärtkurva på ti-89 grafikkalkulator

## Språkligametaforer
- Att "inte ha hjärta" att göra något betyder att man inte är så hänsynslös så man kan göra så.

t.ex. "Jag hade inte hjärta att kasta ner katten som låg och sov i mitt knä."
- Att inte ha något hjärta betyder att man är kall och hänsynslös
- Att ha hjärta för någon/något menas att man tycker om denna/detta.
- Att få hjärtat krossat kan till exempel betyda att bli nobbat vid frieri eller att upptäcka att ens partner är otrogen, eller på annat sätt uppleva olycklig kärlek.
- Att ha hjärtat på rätt(a) ställe(t) menas att man gör eller tycker moraliskt riktigt.

## Varianter inom datalogin
| Tecken | Nummer och namn                         | HTML-kod                              |
| ------ | --------------------------------------- | ------------------------------------- |
| ♥      | U+2665 BLACK HEART SUIT                 | &#x2665; eller &#9829; eller &hearts; |
| ♡      | U+2661 WHITE HEART SUIT                 | &#x2661; eller &#9825;                |
| ❤      | U+2764 HEAVY BLACK HEART                | &#10084; eller &#x2764;               |
| ❥      | U+2765 ROTATED HEAVY BLACK HEART BULLET | &#10085; eller &#x2765;               |